# Brian Mariano
Brian Vincent Mariano (Willemstad, Curaçao, 22 januari 1985) is een Nederlandse atleet, die gespecialiseerd is in de 100 en 200 m. Hij werd op 5 maart 2011 houder van het Nederlands indoorrecord op de 60 m. Hij nam eenmaal deel aan de Olympische Spelen. Mariano werd in juli 2016 tot 6 februari 2020 geschorst naar aanleiding van een positieve dopingtest.

## Loopbaan
In 2004 deed Mariano zijn eerste ervaring op tijdens een groot internationaal toernooi: met een tijd van 10,55 s werd hij zesde in de halve finale van de 100 m tijdens de wereldkampioenschappen voor junioren.
In 2007 verbeterde hij zowel zijn persoonlijk record op de 100 als de 200 m. Ook deed hij op de 100 m mee aan de Nederlandse kampioenschappen. Met 10,68 won hij zijn serie en in de finale werd hij in 10,54 derde achter Guus Hoogmoed (10,26) en Caimin Douglas (10,40). In 2009, 2010 en 2011 wist hij zijn progressie door te zetten door de Nederlandse indoortitel te veroveren bij de 60 m.
Op de Olympische Spelen van 2012 in Londen maakte hij deel uit van de Nederlandse ploeg op de 4 x 100 meter estafette. Via 38,29 in de kwalificatieronde, een Nederlands record, plaatste het team zich voor de finale. Daar liep de ploeg 38,39, hetgeen goed was voor een zesde plaats overall. De wedstrijd werd gewonnen door de Jamaicaanse estafetteploeg, die met Usain Bolt als slotloper het wereldrecord verbeterde tot 36,84.
Bij de wereldkampioenschappen van 2013 in Moskou zat Mariano wederom in het estafetteteam. Het team eindigde als derde in hun serie, wat niet genoeg was voor rechtstreekse kwalificatie, maar wel snel genoeg om als tijdsnelste door te gaan. In de finale eindigde het Nederlandse team, mede door een diskwalificatie van het Britse estafetteam, als vijfde in een tijd van 38,37 s.
Mariano is lid van de atletiekvereniging Rotterdam Atletiek.

## Dopinggebruik
Mariano testte positief op doping na een wedstrijd op 6 februari 2016 in Frankrijk. Hij accepteerde in juli 2016 een schorsing hiervoor tot 6 februari 2020.

## Drugssmokkel
Mariano werd op 1 december 2012 op Curaçao International Airport door de douane betrapt met 720 gram cocaïne in zijn bagage (zijn officiële olympische koffer). Hij werd in februari 2013 door de rechtbank in Willemstad veroordeeld tot twaalf maanden celstraf, waarvan zes voorwaardelijk, voor de smokkel van 720 gram cocaïne. Hij zat hiervoor nooit daadwerkelijk vast.

## Kampioenschappen

### Internationale kampioenschappen
| Onderdeel | Titel                                              | Jaar |
| --------- | -------------------------------------------------- | ---- |
| 4 × 100 m | Centraal-Amerikaanse en Caribische Spelen kampioen | 2006 |
| 4 × 100 m | Europees kampioen                                  | 2012 |

### Nederlandse kampioenschappen
Indoor
| Onderdeel | Jaar                   |
| --------- | ---------------------- |
| 60 m      | 2009, 2010, 2011, 2012 |

## Persoonlijke records
Outdoor
| Onderdeel | Prestatie | Datum         | Plaats  |
| --------- | --------- | ------------- | ------- |
| 100 m     | 10,23 s   | 10 april 2010 | El Paso |
| 200 m     | 20,81 s   | 10 april 2010 | El Paso |

Indoor
| Onderdeel | Prestatie               | Datum                         | Plaats      |
| --------- | ----------------------- | ----------------------------- | ----------- |
| 60 m      | 6,60 s * 6,60 s (ex-NR) | 14 februari 2010 5 maart 2011 | Gent Parijs |

* Eerste keer niet erkend als NR, omdat hij toen internationaal nog uitkwam voor de Ned. Antillen.

## Palmares

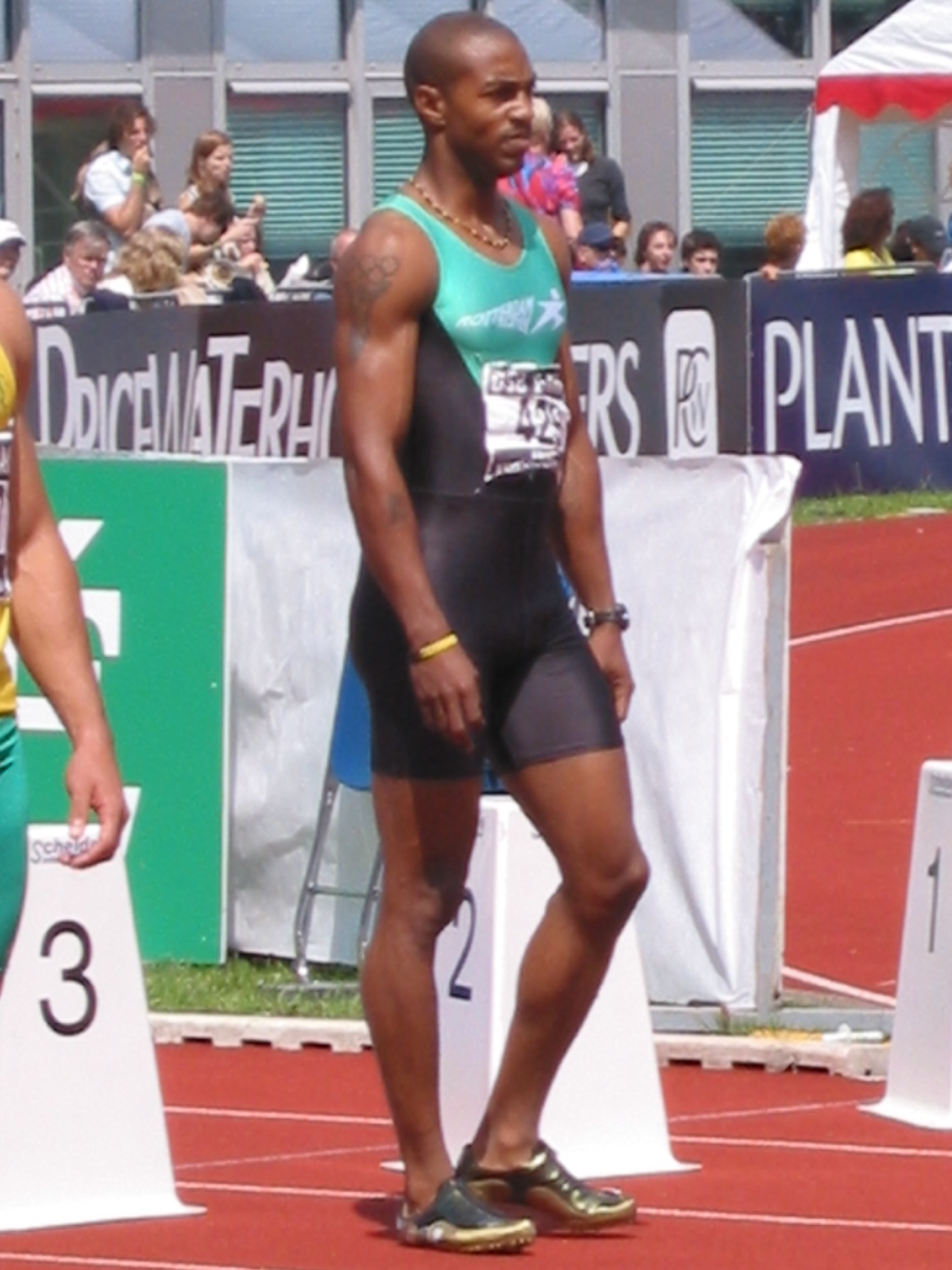
Brian Mariano tijdens de NK van 2007

### 60 m
- 2009:  NK indoor - 6,72 s
- 2010:  NK indoor - 6,70 s
- 2010: 1e series WK indoor - 6,66 s
- 2011:  NK indoor - 6,70 s
- 2011: 6e EK indoor - 6,64 s
- 2012:  NK indoor - 6,71 s
- 2014:  NK indoor - 6,78 s

### 100 m
- 2004: 6e in ½ fin. WJK - 10,55 s
- 2007:  NK - 10,54 s
- 2008:  Mondo Keien Meeting, Uden - 10,34 s
- 2012:  NK - 10,63 s
- 2013:  NK - 10,38 s (+0.8 m/s)
- 2014: 4e NK - 10,48 s

### 200 m
- 2008:  Mondo Keien Meeting - 21,07 s
- 2013: 4e NK - 21,34 s (+0.6 m/s)
- 2014: DNF NK

### 4 x 100 m
- 2006:  Centraal-Amerikaanse en Caribische Spelen - 39,29 s
- 2010:  Centraal-Amerikaanse en Caribische Spelen - 38,82 s
- 2012:  EK - 38,34 s (NR)
- 2012: 6e OS - 38,39 s (series: 38,29 s = NR)
- 2013: 5e WK - 38,37 s
- 2015: 7e B-fin. World Athletics Relays in Nassau - 39,41 s (in serie 39,14 s)